# Gerald Nachman
Gerald Weil Nachman (13 de enero de 1938 - 14 de abril de 2018) fue un periodista y autor estadounidense, natural de San Francisco.

## Biografía
Nachman nació el 13 de enero de 1938, hijo de Leonard Calvert Nachman, vendedor y actor del movimiento Little Theatre, e Isabel (Weil) Nachman. Recibió un título de asociado de artes de Merritt College, en 1958, y en 1960, una licenciatura en artes en la Universidad Estatal de San José. Comenzó su actividad como crítico de televisión y columnista de humor en lo que entonces se llamaba San Jose Mercury mientras era estudiante.
Trabajó como escritor para el New York Post entre 1964 y 1966 y escritor y crítico de televisión para el New York Daily News entre 1972-1979, con un intervalo en medio como columnista y crítico de cine para el Oakland Tribune . Durante un tiempo fue  conocido por sus columnas de humor, "Double Take" y "The Single Life". En 1979, se unió a The Chronicle como columnista y crítico de teatro, y también escribía sobre cine, cabaret y comedia. Dejó el periódico en 1993, pero continuó activo, apareciendo en el programa de radio de KALW "Minds Over Matter".

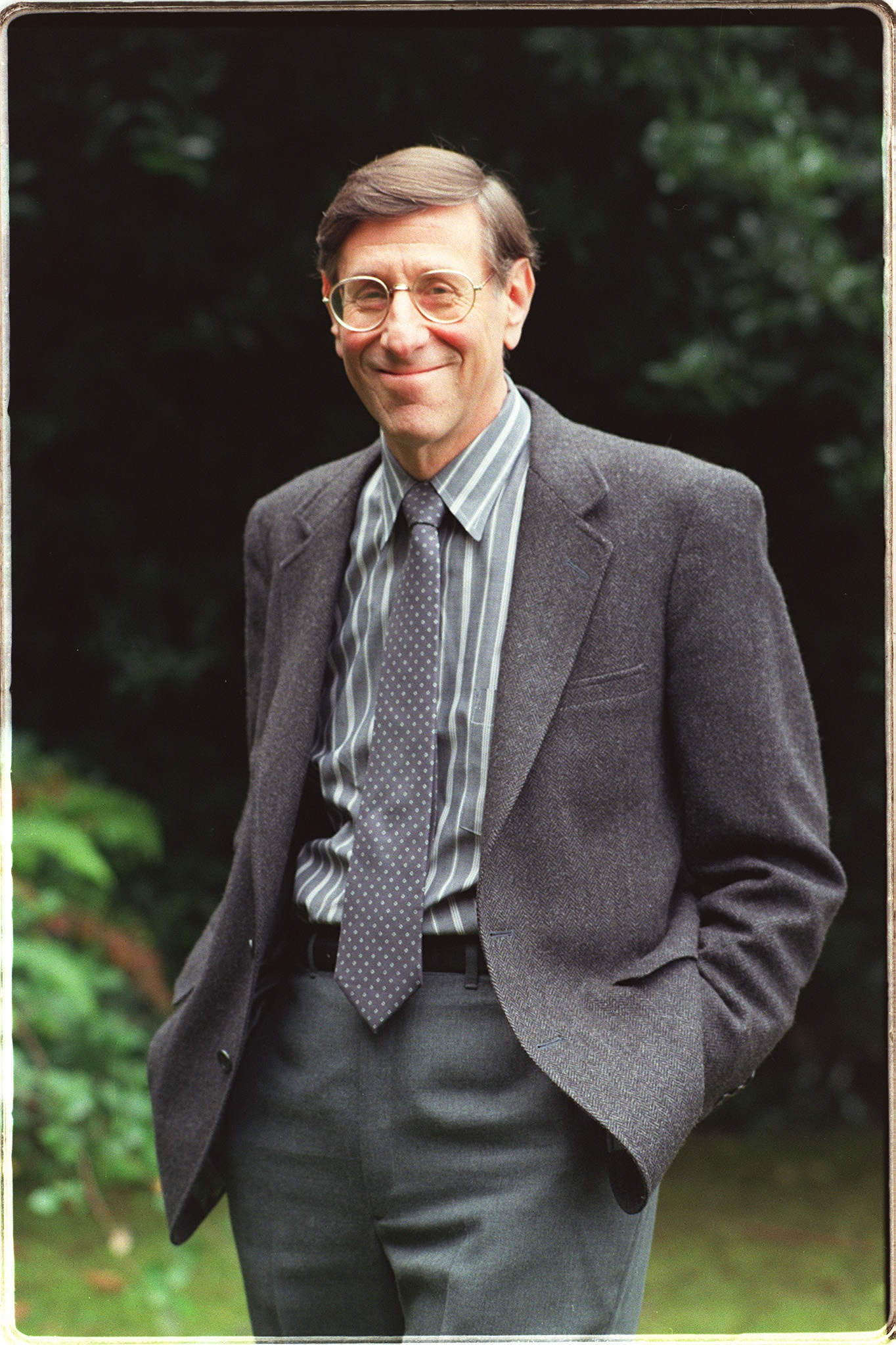
Najman en San Francisco, 1995.

## Carrera
- Escritor de televisión de 1963 para el San Jose Mercury News .[4]
- 1963–1966 escritor de características para el New York Post.
- 1966–1971 escritor de teatro y cine para el Oakland Tribune.
- 1972-1979 columnista, sindicado por el New York Daily News.[5][6]
- 1979-1993 escritor de entretenimiento y teatro para el San Francisco Chronicle.[7]
- Panelista 1993–2015, Mentes sobre la materia, KALW; consultado el 18 de abril de 2018.[8][9]

## Muerte
Nachman murió el 14 de abril de 2018 en Coventry Place, una residencia para ancianos en San Francisco, a la edad de 80 años.

## Premios
- ASCAP considera el premio Taylor
- Premio New York Newspaper Guild Page One

## Libros
- Playing House. Doubleday. 1978. ISBN 978-0385123419.  Playing House. Doubleday. 1978. ISBN 978-0385123419.  Playing House. Doubleday. 1978. ISBN 978-0385123419.
- Out on a whim: Some very close brushes with life. Doubleday. 1983. ISBN 978-0385123402.  Out on a whim: Some very close brushes with life. Doubleday. 1983. ISBN 978-0385123402.  Out on a whim: Some very close brushes with life. Doubleday. 1983. ISBN 978-0385123402.
- The Fragile Bachelor. Ten Speed Press. 1989. ISBN 978-0898152890.  The Fragile Bachelor. Ten Speed Press. 1989. ISBN 978-0898152890.  The Fragile Bachelor. Ten Speed Press. 1989. ISBN 978-0898152890.
- Raised on Radio. University of California Press. 2000. ISBN 978-0520223035.  Raised on Radio. University of California Press. 2000. ISBN 978-0520223035.  Raised on Radio. University of California Press. 2000. ISBN 978-0520223035.
- Seriously Funny: The Rebel Comedians of the 1950s and 1960s. New York: Pantheon Books. 2003. ISBN 978-0375410307.  Seriously Funny: The Rebel Comedians of the 1950s and 1960s. New York: Pantheon Books. 2003. ISBN 978-0375410307.  Seriously Funny: The Rebel Comedians of the 1950s and 1960s. New York: Pantheon Books. 2003. ISBN 978-0375410307.
- Right Here on Our Stage Tonight!: Ed Sullivan's America. University of California Press. 2009. ISBN 978-0520268012.  Right Here on Our Stage Tonight!: Ed Sullivan's America. University of California Press. 2009. ISBN 978-0520268012.  Right Here on Our Stage Tonight!: Ed Sullivan's America. University of California Press. 2009. ISBN 978-0520268012.

## Revistas de comedia musical
- Quirks (1979)
- Réplicas (1993)
- Nuevas arrugas (2002)[10]